# Chionaema indonesia
Chionaema indonesia là một loài bướm đêm thuộc phân họ Arctiinae, họ Erebidae.